# Louis Grossmann

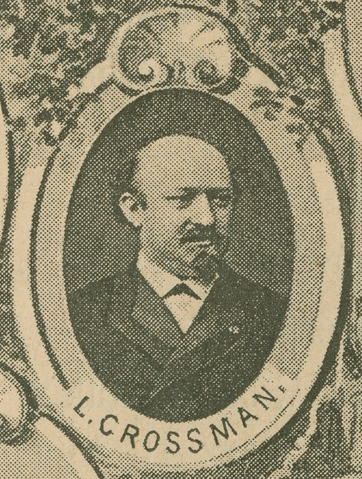
Louis Grossmann (1888)

Louis Grossmann (* 6. März 1835 in Turek; † 15. Juli 1915 in Warschau) war ein polnischer Komponist, Dirigent und Musikalienhändler.
Louis Grossmann studierte in Kalisz Harmonielehre, danach Kontrapunkt bei Carl Friedrich Rungenhagen in Berlin und Orgelspiel bei Karl August Freyer in Warschau. 1857 eröffnete er mit einem Kompagnon eine Instrumentenhandlung. Er besaß den größten Bestand an Instrumenten im Land und ließ alsbald auch eigene Instrumente herstellen. Das Geschäft avancierte zum Zentrum des musikalischen Lebens in Warschau. Eine Filiale wurde daraufhin noch in St. Petersburg eröffnet. Zusammen mit anderen Intellektuellen gründete er 1871 die Warschauer Musikgesellschaft. Bis 1874 war er Vorstandsmitglied. Im Sommer 1880 traf Grossmann mit Franz Liszt im thüringischen Kurort Bad Liebenstein zusammen. 1901 wurde er Mitglied der Warschauer Theaterdirektion und des ersten Vorstands der Warschauer Philharmonie. Bis zu seinem Tod 1915 war er als Direktor der Oper Warschau tätig.

## Werke

### Bühnenwerke
- Il Pescatore di Palermo (Jan Chęciński), Oper 3 Akte (1867 Warschau)
- Duch wojewody czyli U wód (Der Geist des Wojewoden oder Am Wasser; W. L. Anczyc), Oper 3 Akte (25. Okt. 1873 Warschau)
- Kornet Hamilton (W. L. Anczyc), Oper 2 Akte (komponiert 1867)
- Les Sabots de la marquise (Librettist unbekannt), Oper 1 Akt (komponiert 1896, verschollen)

### Ouvertüren
- König Lear
- Ukrainische Ouvertüre zu Anton Malczewskis Dichtung „Maria“

### Orchesterwerke
- Klavierkonzert in C-Dur